# University of Wales Press
University of Wales Press (în galeză Gwasg Prifysgol Cymru a fost întemeiată în 1922 ca un serviciu central al Universității Țării Galilor.